# Batalla d'Inchon
La batalla d'Inchon (en coreà: 인천상륙작전 (hangul); 仁川上陸作戰 (hanja); Incheon Sangryuk Jakjeon) va ser una invasió amfíbia i batalla de la Guerra de Corea que va resultar en una victòria decisiva i revers estratègic a favor de les Nacions Unides (ONU). La operació va involucrar al voltant de 75.000 soldats i 261 vaixells militars, i va afavorir la represa de Seül, capital de la zona sud de Corea, dues setmanes més tard. El nom en clau de l'operació va ser Operació cromita (en anglès: Operation Chromite).
La batalla va començar el 15 de setembre de 1950 i va acabar el 19 de setembre següent. Consistia en un assalt amfibi per sorpresa sobre la ciutat d'Inchon, molt poc defensada, i que es trobava molt lluny del perímetre de Pusan, espai que les forces de les Nacions Unides i de Corea del Sud defensaven desesperadament. La batalla també va acabar amb la ratxa de victòries que havia encadenat l'Exèrcit Popular de Corea (EPC). La subseqüent represa, per part de les Nacions Unides, de la ciutat de Seül, va malmetre parcialment les línies de subministrament de l'EPC a Corea del Sud.
Les forces de les Nacions Unides i de Corea del Sud estaven comandades pel General de l'Exèrcit Douglas MacArthur de l'Exèrcit dels Estats Units d'Amèrica. MacArthur va ser el cervell de l'operació, ignorant la forta oposició de generals més cautelosos sobre els riscos d'un assalt sobre un terreny extremadament desfavorable.

## Anàlisi
La major part dels acadèmics militars consideren la batalla com una de les operacions militars més decisives de la guerra moderna. Spencer C. Tucker, historiador militar estatunidenc, va descriure els desembarcaments d'Inchon com "un èxit brillant, executat gairebé sense problemes," quedant com "l'única operació de combat a gran escala dels Estats Units exitosa sense ambigüitats" durant els següents 40 anys. Alguns analistes descriuen l'operació d'Inchon com l'"èxit més gran" de MacArthur" i com "un exemple de genialitat militar i de lideratge brillant."
No obstant, Russell Stolfi opina que el desembarcament en si va ser una obra mestre estratègica, però que va ser seguida per un avenç cap a Seül, en zona de guerra, tant lent i mesurat que va constituir un desastre operatiu, desvirtuant l'èxit en el desembarcament. Stolfi contrasta l'operació militar estatunidenca de 1950 a Inchon i Seül amb la ofensiva alemanya al Bàltic de 1941. Les forces estatunidenques van realitzar una obra d'art estratègica en el desembarcament a Inchon el setembre de 1950 i, posteriorment, van desaprofitar aquesta acció en un avenç lent i temptatiu cap a Seül que va durar onze dies, quan només els separaven vint milles de distància. En canvi, en la regió del Bàltic, el 1941, les forces alemanyes van aconseguir sorprendre estratègicament el primer dia de la seva ofensiva i, després, van exhibir una mentalitat emprenedora al seguir pressionant, prenent posicions clau i avançant gairebé dues-centes milles en quatre dies. L'avenç estatunidenc es va caracteritzar per la cautela, ordres restrictives, preocupacions sobre les línies, un reconeixement del terreny limitat i la localització dels posts de comandament a la rereguarda, mentre que els alemanys van situar als seus líders tant al front com fos possible, van confiar en ordres orals o breus escrites, reorganitzaven els grups de combat per fer front a les circumstàncies immediates, i realitzaven un reconeixement vigorós.

## En la cultura popular
- Inchon (1981), dirigida per Terence Young i protagonitzada per Laurence Olivier interpretant el general Douglas MacArthur. El fundador de l'Església de la Unificació, Sun Myung Moon, va ser un dels productors executius de la pel·lícula.[6]

- Operation Chromite (2016), dirigida per John H. Lee (Lee Jae-han). Protagonitzada per Lee Jung-jae, Lee Beom-soo i Liam Neeson, que interpreta al general MacArthur.[7]